# Cyril Coaffee
Cyril Hillyard Coaffee (* 14. Februar 1897 in Edmonton, Greater London, nach anderen Quellen Winnipeg; † 2. Juli 1945 in Winnipeg) war ein kanadischer Leichtathlet.

## Leben und Karriere
Der aus Großbritannien stammende Coaffee emigrierte im Jahre 1905 nach Kanada. Seine Leichtathletikkarriere begann er 1915 beim North End Amateur Athletic Club. Fünf Jahre darauf gewann er die kanadische Vorausscheidung zu den Olympischen Spielen 1920 in Antwerpen über 100 Meter in einer Zeit von 11,2 Sekunden. Für das Olympiateam seines Landes wurde er jedoch aus Budgetgründen zunächst dennoch nicht berücksichtigt, erst eine Spendenaktion der Bürger von Winnipeg ermöglichte ihm die Teilnahme.
In Antwerpen startete Coaffee über 100 Meter und über 200 Meter. In beiden Disziplinen wurde er Dritter seines Vorlaufes, was jeweils nicht zum Weiterkommen qualifizierte. 1922 stellte er bei den Kanadischen Meisterschaften den Weltrekord über 100 Yards, gehalten von Charlie Paddock, in einer Zeit von 9,6 Sekunden ein. Bei derselben Veranstaltung gewann er auch das Rennen über 220 Yards. Im Oktober 1922 stellte er in einer Zeit von 1:30,0 min gemeinsam mit Laurie Armstrong, Billy Miller und Peavey Heffelfinger einen neuen Kanadischen Rekord im 4-mal-220-Yards-Staffellauf auf.
1924 war er Kapitän der kanadischen Delegation bei den Olympischen Spielen in Paris. In seinen Einzelläufen über 100 Meter und 200 Meter erreichte er hier ebenso das Halbfinale wie mit der kanadischen 4-mal-100-Meter-Staffel, ein olympisches Finale blieb ihm aber in allen drei Disziplinen verwehrt. In den Jahren 1926 und 1927 gelang es ihm, wie schon 1922, die Kanadischen Meisterschaften über 100 und 220 Yards für sich zu entscheiden. Dabei schlug er unter anderem den späteren Doppelolympiasieger Percy Williams.
Bei den kanadischen Ausscheidungen zu den Olympischen Spielen 1928 litt er an Sehnenreizungen in beiden Beinen und verpasste die Qualifikation. Die Nichtteilnahme an den Spielen von Amsterdam bedeutete zugleich das Ende von Coaffees sportlicher Karriere. Coaffee starb im Alter von 48 Jahren an einem Herzinfarkt.

## Laufstil
Coaffee litt an einer partiellen Lähmung eines seiner Arme. Dadurch bedingt lief er stets mit einer stark ausgeprägten Vorlage, sodass der Eindruck entstand, seine Beine schössen geradezu unter ihm hervor.

## Ehrungen
- 1956 Aufnahme in die Hall of Fame des kanadischen Sports
- 1960 Aufnahme in die Canadian Olympic Hall of Fame
- 1982 Aufnahme ins Manitoba Sports Hall of Fame and Museum